# Choreografie (Fankultur)

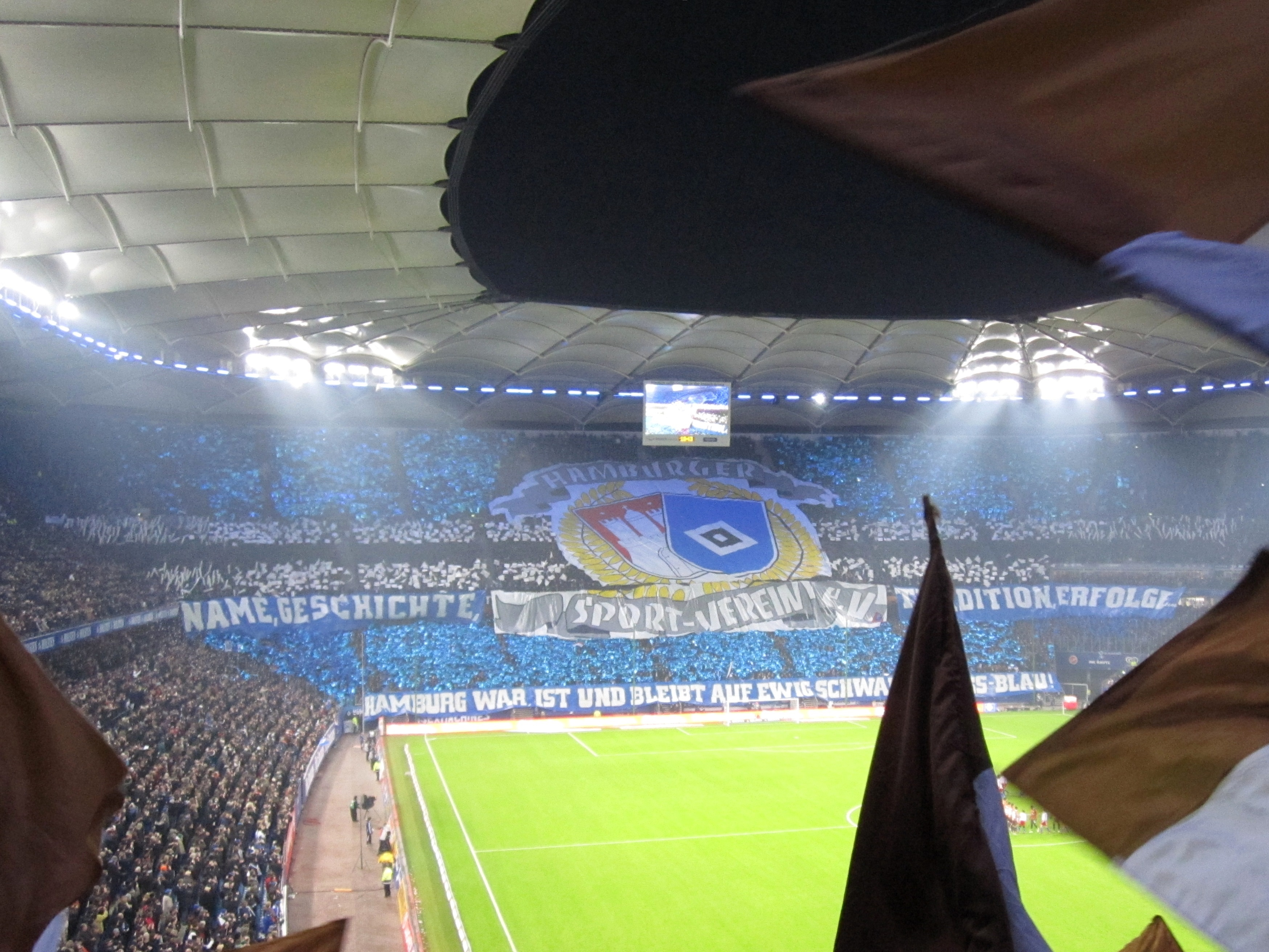
Choreo im Volksparkstadion beim Hamburger Stadtderby am 16. Februar 2011

Eine Choreografie – oder kurz Choreo – ist ein einmalig szenografisch inszeniertes Tribünenbild bei einer Sportveranstaltung, das in der Regel kurz vor dem Einlauf der Mannschaften bis zum Spielbeginn gezeigt wird. Mittels großflächiger Kompositionen und der emphatischen Wirkung von Licht auf Massen erregen organisierte Fangruppen visuelle Aufmerksamkeit, die durch die Verbreitung in Fernsehen oder sozialen Medien über Darbietung an sich und die Stadionbesucher vor Ort hinausgeht. Choreos haben schmückenden (Ornament-) und Performance-Charakter. Sie sind Teil der Fankultur.

## Wirkmittel

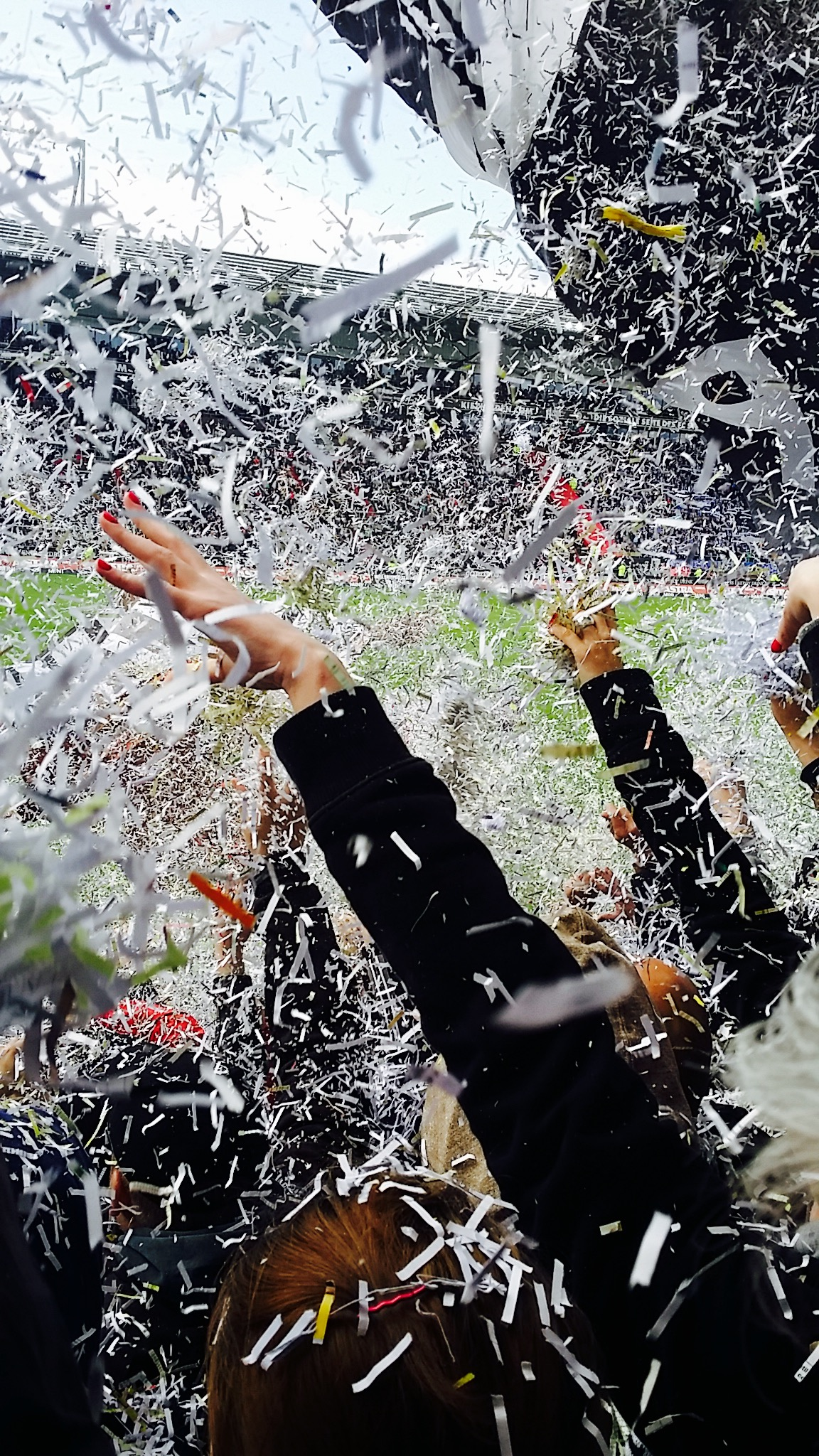
Papierchoreo im Millerntorstadion

Eine Choreografie kann Leucht-, Dekorations- und Schriftelemente enthalten. Als Dekorationsmittel dienen Papier (Konfetti, farbige Zettel, Toilettenpapier, Kassenrollen, Tapeten, Bierdeckel/-filze, Pilsdeckchen), Karton, Kunststofffolien, textile Gewebe (Banner, (Block-)Fahnen, Schals) und Luftballons. Zuweilen kommt auch Bühnentechnik wie Seilzüge und Hilfskonstruktionen aus Kunststoffstangen, Holzlatten, Faserstrukturband und Kabelbinder zum Einsatz.
Durch den Abbrand von pyrotechnischen Sätzen wird eine Choreo illuminiert und vernebelt. Zum Einsatz kommen pyrotechnische Gegenstände wie Handfackeln, Bengalisches Feuer, Nebeltöpfe und Wunderkerzen, selten auch Feuerwerksraketen.

### Ästhetik
Der visuelle Reiz ergibt sich aus dem gleichzeitigen und sequentiellen Zusammenwirken von farbigen Flächen, Text, Bildern, Licht, Rauch und Bewegung. Choreografien können sich über eine, mehrere oder alle Tribünen eines Stadions erstrecken. Vergleichbar einem Tableau vivant (französisch für „lebendes Bild“) ist eine Choreografie eine Darstellung eines künstlerischen Werkes durch lebende Personen.

### Themen
Die Choreos haben zumeist einen Bezug zum sportlichen Anlass (Derby, möglicher Spielklassenwechsel, Rivalität) und ehren den eigenen Verein (Historie, Jubiläum, Tradition), dessen Insignien (Vereinsfarben, Emblem), verdiente Sportler (Schlüsselspieler, Lebende Legenden, Idole), Trainer und Mannschaften (Meisterschaften, Pokal-Wettbewerbe). In zweiter Reihe werden Missstände von Sportverbänden (Sportpolitik, Korruption) und Sportfernsehen (fragmentierende Spielbeginnansetzung, tendenziöse Berichterstattung), der Exekutiven (Repressionen, Fanauflagen, Stadionverbote, Sicherheitskontrollen) und Funktionäre (Kommerzialisierung, Eventisierung) thematisiert. Außerdem soll auch die eigene Fankultur und ein Bekenntnis zum Verein ausgedrückt und die eigene Mannschaft motiviert werden.

### Mediale Rezeption
Das Fernsehen ist nicht nur objektiver Berichterstatter eines Live-Ereignisses, sondern erzeugt durch die Auswahl der Bilder selbst eine Realität und wird damit „zum Akteur in einer durch ebendiese Bildproduktion entstandenen theatralischen Arena, deren weitere Akteure die Fußballprofis und die Fans sind.“ Die nationalen und internationalen Fußballverbände und Fernsehsender verfolgen bei der Sportberichterstattung unterschiedliche Strategien bezüglich der Wiedergabe von Ereignissen, die den durchorganisierten Fußballbetrieb stören, wie gewalttätige Auseinandersetzungen auf den Tribünen, Transparente mit kritisierenden oder beleidigenden Botschaften, Pyrotechnik und Flitzern.

## Projektierung

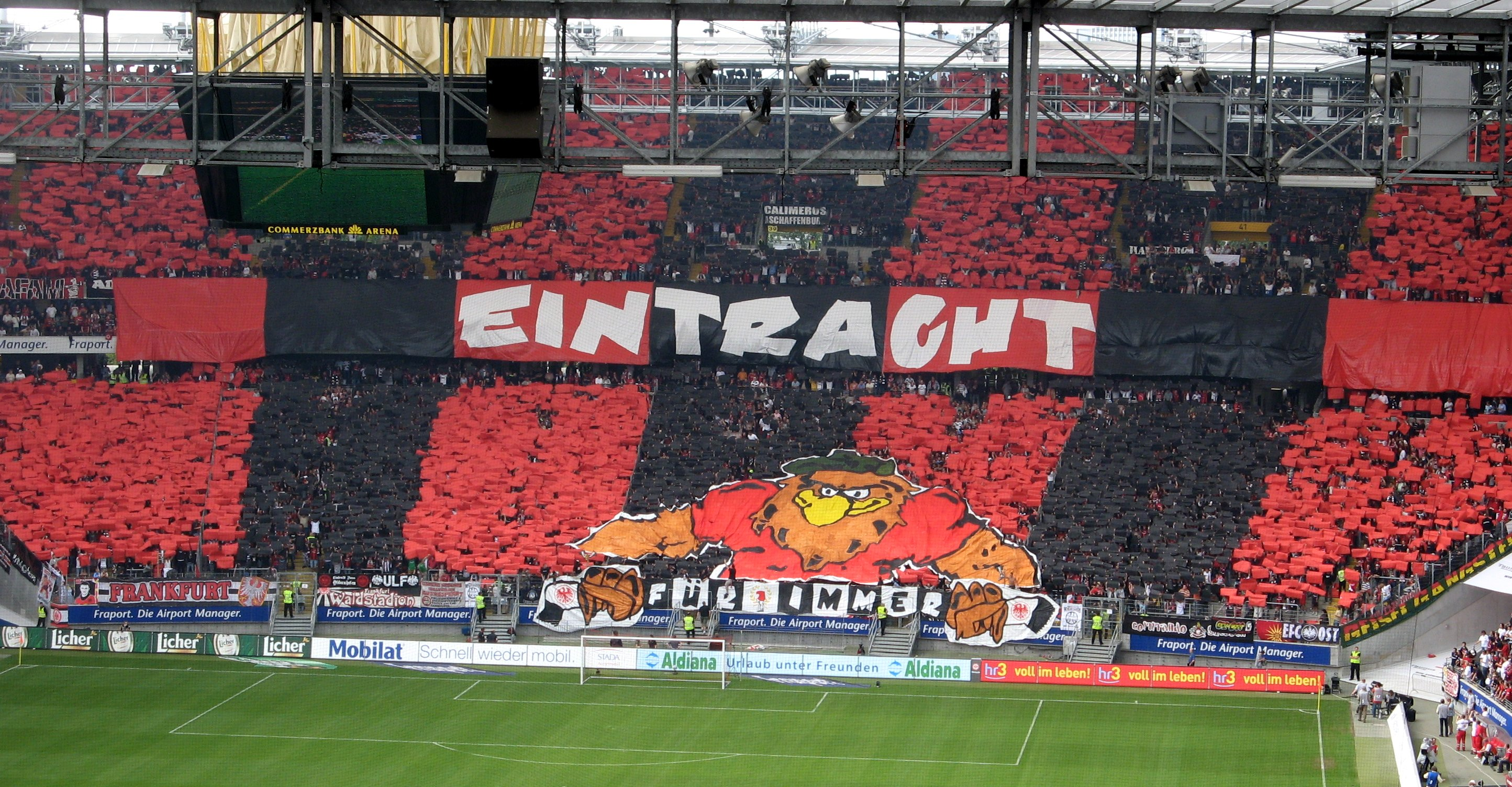
Choreografie der Fans von Eintracht Frankfurt in der Commerzbank-Arena, 1. Spieltag der Saison 2007/08

Die öffentliche Zurschaustellung des temporären Werkes wird fast ausschließlich von organisierten Fangruppierungen geplant, entworfen, finanziert, beschafft, vorbereitet und durchgeführt, bedarf rechtlich jedoch der Zustimmung des Hausrecht innehabenden Stadionbetreibers. Die Finanzierung wird von der performativen Fanszene durch Spendenaktionen und Mitgliedsbeiträge gesichert. Die meisten Ultra-Gruppierungen lehnen finanzielle Zuwendungen vom Verein oder Sponsoring durch Unternehmen kategorisch ab. Eine stadionweite Blockfahne kann bis zu 20.000 € kosten.

### Motivation
Nach Utz und Benke sind die maßgeblichen vier Attribute der Ultrakultur Solidarität, Maskulinität, triumphaler Erfolg und territoriale Souveränität. Indem Fans sich durch Choreos und Fahnen darstellen, anfeuern und mitsingen, durchbrechen sie die Vierte Wand, tauschen Zuschauerraum und Bühne gegeneinander und werden vom Konsumenten zum Darsteller. Zur Motivation postuliert der Architekt und Philosoph Georg Franck:

„Die Aufmerksamkeit anderer Menschen ist die unwiderstehlichste aller Drogen. Ihr Bezug sticht jedes andere Einkommen aus. Darum steht der Ruhm über der Macht, darum verblaßt der Reichtum neben der Prominenz.“

## Kontroverse

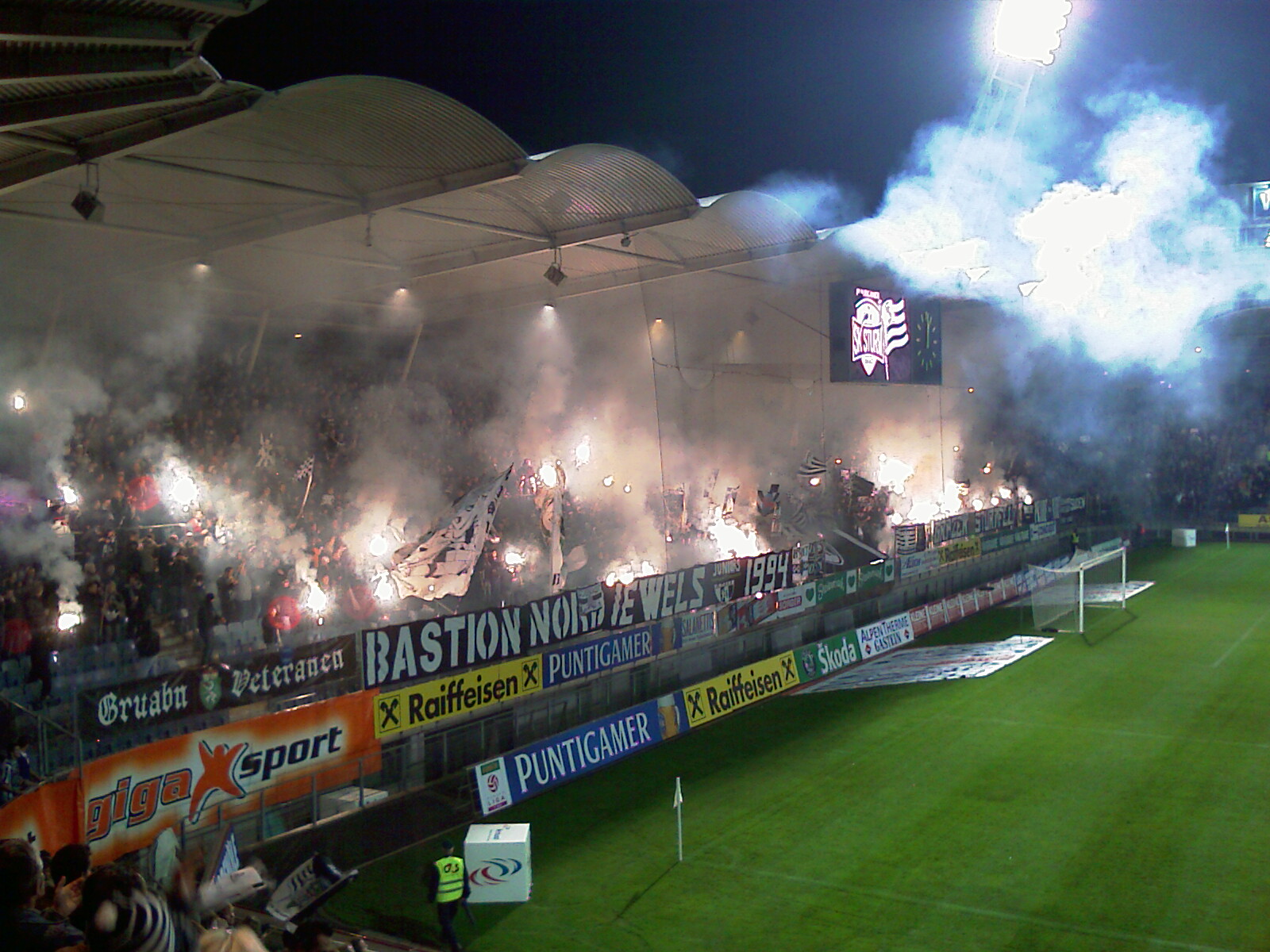
Choreografie in der Nordkurve des SK Sturm Graz (2008)

Während rein dekorative Choreos sowohl von Vereinen als auch Verbänden begrüßt und von Massenmedien dankend publiziert werden, sei nach Aussage des ehemaligen DFL-Geschäftsführer Holger Hieronymus der „gefährliche Einsatz von Pyro-Technik nicht, wie immer wieder behauptet, ein Bestandteil der Fan-Kultur“.
Der Besitz, Verkehr und Einsatz von Pyrotechnik kann, in Abhängigkeit von dessen Klassifizierung und der Menge an pyrotechnischem Satz, gegen Gesetze, Sprengstoff- und Brandschutzvorschriften, die Stadionordnung, Unfallverhütungsvorschriften und die (Sicherheits-)Leitlinien eines Verbandes verstoßen und durch die Judikative, den Stadionbetreiber (als Träger des Hausrechts) und eine Sportgerichtsbarkeit verfolgt und geahndet werden, woraus ein andauernder Dissens zwischen Befürwortern eines kontrollierten Einsatzes von Pyrotechnik und deren Gegnern resultiert. Auch Fragen der Betreiber- und Unfallhaftung bzw. des Unfallversicherungsschutzes sind Gegenstand der Kontroverse. Der grob fahrlässige und vorsätzlich gewalttätige Gebrauch von pyrotechnischen Gegenständen im Stadion und die daraus resultierenden Verletzungen von unbeteiligten Fans, Sicherheitskräften, Schiedsrichtern, Sportlern und Minderjährigen diskreditiert die Position der Befürworter von kontrollierter Pyrotechnik und mindert die Dialogbereitschaft der Verbände und Vereine.
Mit der Entwicklung von „kalten bengalischen Fackeln“, die aufgrund einer wesentlich geringeren Abbrenntemperatur das Gefahrenpotential verringern sollen, wird von Dänemark aus das Ziel verfolgt, bengalische Feuer langfristig offiziell im Stadion zulassungsfähig zu machen. In Norwegen und den USA gab es schon 2005 einzelne Bereiche in Stadien, in welchen bestimmte Arten von Pyrotechnik kontrolliert abgebrannt werden durften.
Der Dialog mit Sicherheitskräften wird aber auch von unorganisierten „Krawalltouristen“ erschwert, die die Anonymität der Masse nutzen.
Der frühere DFB-Präsident Theo Zwanziger schrieb 2012 in seiner Biografie Die Zwanziger Jahre: „Das DFB-Präsidium und Ligapräsident Reinhard Rauball haben immer die klare Position vertreten, es ist rechtlich nicht möglich, bengalische Feuer, Böller und Raketen im Stadion zu legalisieren, ohne Gesetze zu brechen.“
Nach Aussage des Fanforschers Harald Lange sind Pyros „zu Symbolen geworden, sie sehen gewaltig aus, und das passt phänomenologisch zu den Choreografien und anderen Darstellungen.“ Nach seiner Meinung laute die Fan-Devise: „Es ist ein Konflikt, ja, aber es ist unser Zeichen.“

### Tatbestände im deutschsprachigen Rechtsraum

#### Schweiz (Fussball)
Die Schweizer „Richtlinien des Komitees SFL betr. den Erlass von Stadionverboten vom 3. Februar 2006 (revidierte Fassung vom 25. Januar 2008)“ (Gestützt auf Art. 8 Abs. 4 und Art. 20 des Sicherheitsreglementes SFL (SiRegl)) definiert in „Kapitel III Tatbestände – Artikel 7 – Ordentliche Fälle“: „In den folgenden Fällen (keine abschliessende Aufzählung) von Fehlverhalten im Zusammenhang mit der Durchführung einer internationalen oder nationalen Sportveranstaltung wird gegen eine Person ein Stadionverbot ausgesprochen: e) Verstösse gegen das Sprengstoffgesetz (u. a. Mitführen und/oder Abbrennen von pyrotechnischen Gegenständen)“
Beim Zürcher Derby am 2. Oktober 2011 warf ein Fan des FC Zürich eine brennende Pedarde in den Fansektor des Grasshopper Club Zürich, wo die heiße Fackel einen Zuschauer traf und an der Schulter verletzte. Ein Gericht verurteilte den Petardenwerfer zu zwei Jahren bedingter Freiheitsstrafe. Schiedsrichter Sascha Kever beendete nach gewalttätigen Fan-Ausschreitungen das Spiel in der 77. Minute. Das Stadt-Derby ging als «Schande von Zürich» in die Schweizer Fußballgeschichte ein.

#### Deutschland
Aufgrund der Versammlungsstättenverordnungen der Bundesländer sind Betreiber von Stadien und Veranstalter von Ligaspielen bußgeldbewehrt verpflichtet, den Einsatz von Pyrotechnik zu unterbinden. Findet der Einsatz von Pyrotechnik im Geltungsbereich der Versammlungsstättenverordnungen statt, dann ist auch beim Einsatz der unteren Klassen stets die Zustimmung der Feuerwehr erforderlich  (§ 35 (2) MVStättVO 2005). In Deutschland gibt es keine einheitliche Rechtsprechung.
Mit Urteil vom 11. März 2015 entschied das Amtsgericht Hannover (Aktenzeichen: 223 Ds 375/14), dass das Zünden von „Bengalos“ im Stadion eine versuchte gefährliche Körperverletzung nach § 224 darstellen kann. Mit Urteil vom 12. April 2013 entschied das Amtsgericht Wolfsburg (Aktenzeichen: 6b Ls 350 8618/12), dass der Abbrand von Bengalos kein Verbrechen nach § 330a StGB Abs. 1 „Schwere Gefährdung durch Freisetzen von Giften“ darstellt. Mit Urteil vom 11. August 2015 verurteilte das Oberlandesgericht Hamm (Aktenzeichen: 5 RVs 80/15) wegen gefährlicher Körperverletzung gemäß § 224 Strafgesetzbuch (StGB) einen 25-jährigen Planer einer Bengaloaktion, bei der durch toxische Gase mindestens acht an der Aktion nicht beteiligte Fans teilweise erhebliche Rauchgasvergiftungen erlitten, zu einer Freiheitsstrafe von 18 Monaten.
Mit Urteil vom 22. September 2016 entschied der Bundesgerichtshof:

„Wirft ein Zuschauer eines Fußballspiels einen gezündeten Sprengkörper auf einen anderen Teil der Tribüne, kann er vertraglich auf Schadensersatz für eine dem Verein deswegen gemäß § 9a Nrn. 1 und 2 der Rechts- und Verfahrensordnung des Deutschen Fußball-Bundes e. V. auferlegte Geldstrafe haften.“

Damit können Vereine prinzipiell vom DFB verhängte Geldstrafen wegen des Einsatzes von Pyrotechnik im Stadion vom Verursacher zurückfordern.

## Geschichte
Die traditionell englisch inspirierte Fankultur der situativen Stadiongesänge und Sprechchöre, einer Kultur der Worte, weicht zunehmend einer großflächigen Ausdrucksweise: „Die britische Stadionkultur passte zur protestantischen Form des Oratoriums, einem von Chor und Orchester aufgeführten religiösen Singspiel. Die theatralische Bildsprache der Ultras gehört dagegen zur Sphäre der Oper.“ Der Autor Patric Seibel argumentiert, das die „bilderfeindliche, calvinistisch inspirierte Tradition der anglikanischen Low Church“ durch die üppige Prachtentfaltung eines italienisch geprägten, „barocken Katholizismus“ verdrängt werde.

### Beispiele
- 21 Mal Gänsehaut: Beste Choreos der Welt. In: Yahoo Sports. 10. April 2013.
- Die zehn besten Choreografien auf der BVB-Südtribüne. In: Die Welt. 20. Dezember 2016.
- Choreographien in der Westkurve seit 1999. In: Der Betze brennt. 27. August 2014.
- Epic! Die 11 besten Fan-Choreos. In: fanfeed.de. 29. Oktober 2014.